# Candasnos
Candasnos est une commune d'Espagne de la province de Huesca dans communauté autonome d'Aragon en Espagne.

## Géographie
Administrativement la localité se trouve à l'est de l'Aragon dans la comarque de la Bajo Cinca/Baix Cinca.
Le territoire de la commune se situe dans la région désertique des Monegros.

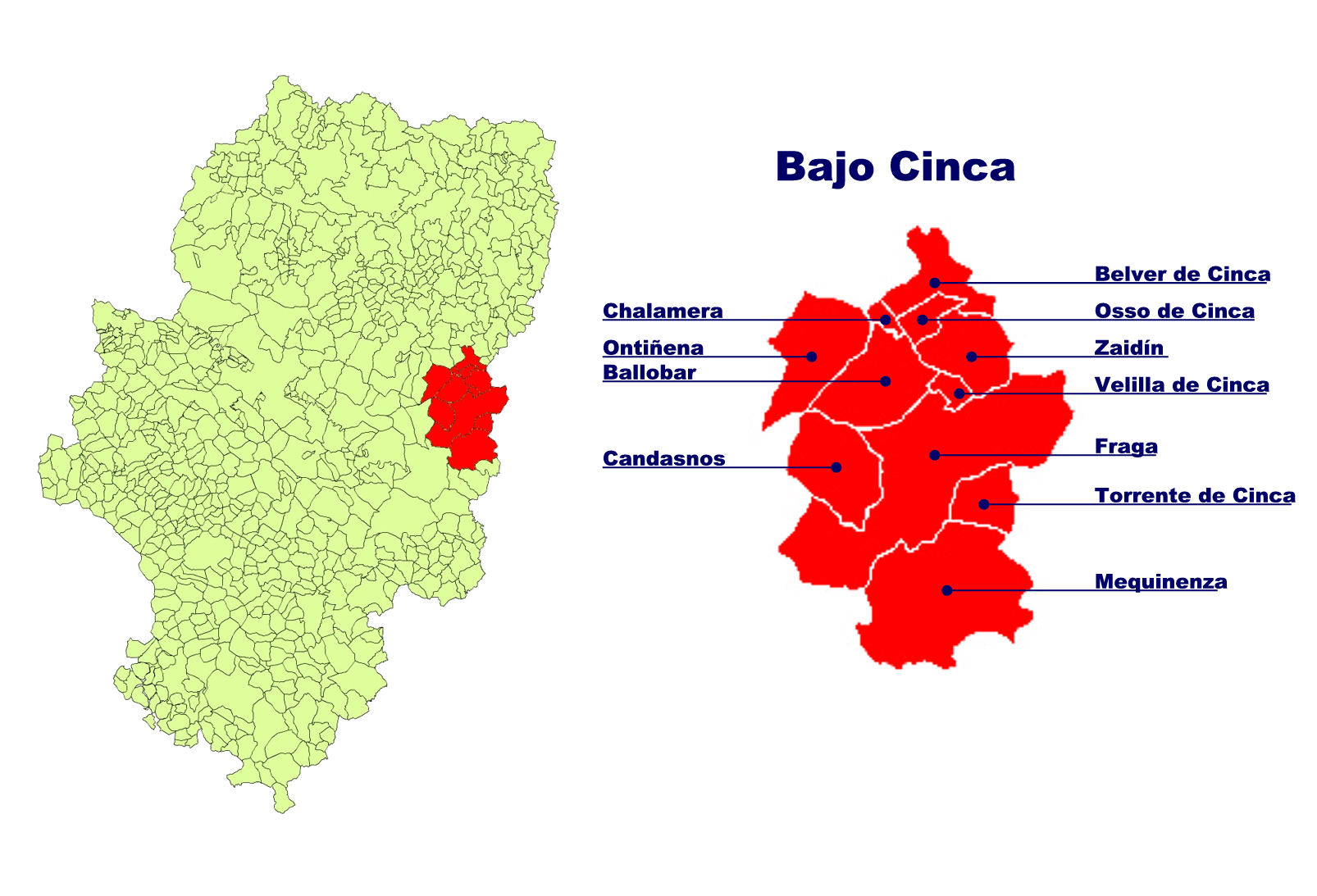
En rouge : territoires des communes de la comarque de la Bajo Cinca/Baix Cinca au sein de l'Aragon.

## Politique et administration
| Période | Période | Identité               | Étiquette | Qualité |
| ------- | ------- | ---------------------- | --------- | ------- |
| 1979    | 1983    |                        |           |         |
| 1983    | 1987    |                        |           |         |
| 1987    | 1991    |                        |           |         |
| 1991    | 1995    |                        |           |         |
| 1995    | 1999    |                        |           |         |
| 1999    | 2003    |                        |           |         |
| 2003    | 2007    |                        |           |         |
| 2007    | 2011    | Antonio Guisado Lasala | PSOE      |         |

## Démographie
| Évolution démographique | Évolution démographique | Évolution démographique | Évolution démographique | Évolution démographique | Évolution démographique | Évolution démographique | Évolution démographique | Évolution démographique | Évolution démographique | Évolution démographique | Évolution démographique | Évolution démographique | Évolution démographique | Évolution démographique | Évolution démographique | Évolution démographique | Évolution démographique |
| 1842                    | 1857                    | 1860                    | 1877                    | 1887                    | 1897                    | 1900                    | 1910                    | 1920                    | 1930                    | 1940                    | 1950                    | 1960                    | 1970                    | 1981                    | 1991                    | 2001                    | 2007                    |
| ----------------------- | ----------------------- | ----------------------- | ----------------------- | ----------------------- | ----------------------- | ----------------------- | ----------------------- | ----------------------- | ----------------------- | ----------------------- | ----------------------- | ----------------------- | ----------------------- | ----------------------- | ----------------------- | ----------------------- | ----------------------- |
| 550                     | ..                      | ..                      | 1154                    | 1029                    | 1012                    | 1063                    | 1054                    | 1063                    | 907                     | 1092                    | 1052                    | 890                     | 830                     | 743                     | 634                     | 568                     | 427                     |

## Culture locale et patrimoine

### Lieux et monuments
- L'église Notre-Dame-de-l'Assomption.
- L'ermitage de Sant Bartomeu ;
- L'ermitage de Nostra Senyora del Pilar.

### Personnalités liées à la commune
- Jesús Arnal (1904-1971) : prêtre catholique et écrivain né à Candasnos.